# Peep Mikli
 (janvier 2025).
Si vous disposez d'ouvrages ou d'articles de référence ou si vous connaissez des sites web de qualité traitant du thème abordé ici, merci de compléter l'article en donnant les références utiles à sa vérifiabilité et en les liant à la section « Notes et références ».
Peep Mikli, né le 9 février 1970 à Tallinn,, est un coureur cycliste estonien. 

## Biographie
Durant sa carrière, il a notamment remporté une étape de l'Olympia's Tour en 1997 et le ZLM Tour en 2001. Il a également représenté à plusieurs reprises l'Estonie lors de grands évènements internationaux.

## Palmarès
- 1988
  - 3e du championnat d'Estonie sur route
- 1989
  - 2e du championnat d'Estonie sur route
- 1990
  - 6e étape du Tour du Hainaut
- 1991
  - Gand-Wervik
- 1992
  - 2e étape du Ruban granitier breton
  - Grand Prix du Centre de la France
- 1993
  - 3e du championnat d'Estonie sur route
- 1994
  - 2e du Ronde van Oud-Vossemeer
- 1996
  - Ronde van Zuid-Oost Friesland
  - Gand-Wervik
- 1997
  - 7e étape de l'Olympia's Tour
  - 2e de Bruxelles-Zepperen
- 2000
  - 3e et 4e étapes du Perlis Open
  - 2e du Circuit de Campine
  - 3e de l'Omloop Houtse Linies
- 2001
  - ZLM Tour
  - 3e du Circuit de Campine
- 2005
  - 3e du championnat d'Estonie du critérium